# Полтево
По́лтево (рос. Полтево) — присілок у складі Балашихинського міського округу Московської області, Росія.

## Населення
Населення — 264 особи (2010; 136 у 2002).
Національний склад (станом на 2002 рік):
- росіяни — 98 %